# Liste des conseillers départementaux de Mayotte
Cette liste des conseillers départementaux de Mayotte recense les 26 membres du Conseil départemental de Mayotte, département et région d'outre-mer.

## Conseil départemental de Mayotte(depuis 2015)

### Depuis 2021
| Président du conseil départemental         |       |       |      |                         |
| Ben Issa Ousseni (LR)                      |       |       |      |                         |
| Parti                                      | Sigle | Sigle | Élus | Groupes                 |
| Majorité (18 sièges)                       |       |       |      |                         |
| Les Républicains                           |       | LR    | 4    | Majorité départementale |
| Divers droite                              |       | DVD   | 4    | Majorité départementale |
| Mouvement pour le développement de Mayotte |       | MDM   | 3    | Majorité départementale |
| Divers centre                              |       | DVC   | 3    | Majorité départementale |
| Mouvement pour le renouveau du Grand Sud   |       | MRGS  | 2    | Majorité départementale |
| La République en marche                    |       | LREM  | 1    | Majorité départementale |
| Nouvel Élan pour Mayotte                   |       | NÉMA  | 1    | Majorité départementale |
| Opposition (8 sièges)                      |       |       |      |                         |
| Mouvement pour le développement de Mayotte |       | MDM   | 4    | Opposition constructive |
| La République en marche                    |       | LREM  | 2    | Opposition constructive |
| Nouvel Élan pour Mayotte                   |       | NÉMA  | 1    | Opposition constructive |
| Divers centre                              |       | DVC   | 1    | Opposition constructive |

- Président du conseil départemental : Ben Issa Ousséni (canton de Tsingoni)
- 1er vice-président : Salime Mdéré (canton de Bouéni)
- 2e vice-présidente : Bibi Chanfi (canton de Ouangani)
- 3e vice-président : Ali Omar (canton de Dzaoudzi)
- 4e vice-présidente : (Zouhourya Mouayad Ben (canton de Mtsamboro)
- 5e vice-présidente : Zamimou Ahamadi (canton de Dembéni)
- 6e vice-président : Daoud Saindou-Malidé (canton de Koungou)
- 7e vice-président : Madi Moussa Velou (canton de Dembéni)

| Canton      | Conseiller élu            | Parti | Parti | Groupe                  |
| ----------- | ------------------------- | ----- | ----- | ----------------------- |
| Bandraboua  | Nadjima Saïd              |       | DVC   | Majorité départementale |
| Bandraboua  | Alain Sarment             |       | DVC   | Opposition constructive |
| Bouéni      | Salime Mdéré              |       | MRGS  | Majorité départementale |
| Bouéni      | Rossette Vitta            |       | MRGS  | Majorité départementale |
| Dembeni     | Zamimou Ahamadi           |       | LR    | Majorité départementale |
| Dembeni     | Madi Velou                |       | DVD   | Majorité départementale |
| Dzaoudzi    | Maymounati Moussa Ahamadi |       | NÉMA  | Opposition constructive |
| Dzaoudzi    | Ali Omar                  |       | NÉMA  | Majorité départementale |
| Koungou     | Échati Issa               |       | DVC   | Majorité départementale |
| Koungou     | Daoud Saindou-Malidé      |       | DVC   | Majorité départementale |
| Mamoudzou-1 | El Anrif Hassani          |       | MDM   | Majorité départementale |
| Mamoudzou-1 | Farianti M'Dallah         |       | MDM   | Majorité départementale |
| Mamoudzou-2 | Laini Abdallah-Boina      |       | MDM   | Opposition constructive |
| Mamoudzou-2 | Elyassir Manroufou        |       | MDM   | Opposition constructive |
| Mamoudzou-3 | Hélène Pollozec           |       | LREM  | Opposition constructive |
| Mamoudzou-3 | Nadjayedine Sidi          |       | LREM  | Majorité départementale |
| Mtsamboro   | Abdoul Kamardine          |       | LR    | Majorité départementale |
| Mtsamboro   | Zouhourya Mouayad Ben     |       | LR    | Majorité départementale |
| Ouangani    | Saindou Attoumani         |       | DVD   | Majorité départementale |
| Ouangani    | Bibi Chanfi               |       | DVD   | Majorité départementale |
| Pamandzi    | Soihirat El Hadad         |       | MDM   | Majorité départementale |
| Pamandzi    | Daniel Zaïdani            |       | MDM   | Opposition constructive |
| Sada        | Tahamida Ibrahim          |       | LR    | Majorité départementale |
| Sada        | Mansour Kamardine         |       | LR    | Majorité départementale |
| Sada        | Mariam Said Kalame        |       | LREM  | Opposition constructive |
| Sada        | Soula Said Souffou        |       | MDM   | Opposition constructive |
| Tsingoni    | Ben Issa Ousseni          |       | LR    | Majorité départementale |
| Tsingoni    | Zaounaki Saindou          |       | DVD   | Majorité départementale |

### 2015-2021
| Président du conseil départemental               |       |       |      |                         |
| Soibahadine Ibrahim Ramadani (LR)                |       |       |      |                         |
| Parti                                            | Sigle | Sigle | Élus | Groupes                 |
| Majorité (17 sièges)                             |       |       |      |                         |
| Les Républicains                                 |       | LR    | 12   | Majorité départementale |
| Nouvel Élan pour Mayotte                         |       | NÉMA  | 2    | Majorité départementale |
| Divers droite                                    |       | DVD   | 2    | Majorité départementale |
| Mouvement pour le développement de Mayotte       |       | MDM   | 1    | Majorité départementale |
| Opposition (9 sièges)                            |       |       |      |                         |
| Mouvement pour le développement de Mayotte       |       | MDM   | 5    | Les Centristes          |
| Union des démocrates et indépendants             |       | UDI   | 2    | Les Centristes          |
| Union des Nouvelles Forces de la Commune de Sada |       | UNFCS | 1    | Les Centristes          |
| Union pour le renouveau de Mayotte               |       | UPRM  | 1    | Les Centristes          |

- Président du conseil départemental : Soibahadine Ibrahim Ramadani (LR), canton d'Ouangani
- 1re vice-présidente : Fatima Souffou (NÉMA), canton de Dzaoudzi
- 2e vice-président : Issoufi Ahamada (LR), canton de Bandraboua
- 3e vice-président : Raïssa Andhum (LR), canton de Koungou
- 4e vice-président : Issa Issa Abdou (MDM), canton de Dembeni
- 5e vice-présidente : Mariame Saïd (LR), canton de Mamoudzou-3
- 6e vice-président : Mohamed Sidi (LR), canton de Mamoudzou-1
- 7e vice-président : Ben Issa Ousséni (LR), canton de Tsingoni

| Canton      | Conseiller élu                            | Parti | Parti | Groupe                                      |
| ----------- | ----------------------------------------- | ----- | ----- | ------------------------------------------- |
| Bandraboua  | Halima Mdallah Bamoudou                   |       | LR    | Majorité départementale                     |
| Bandraboua  | Issoufi Hadj Mhoko                        |       | LR    | Majorité départementale                     |
| Bouéni      | Ahmed Attoumani Douchina                  |       | UDI   | Les Centristes                              |
| Bouéni      | Afidati Mkadara                           |       | MDM   | Les Centristes                              |
| Dembeni     | Issa Issa Abdou                           |       | MDM   | Majorité départementale                     |
| Dembeni     | Bichara Bouhari Payet                     |       | DVD   | Majorité départementale                     |
| Dzaoudzi    | Fatima Souffou                            |       | NÉMA  | Majorité départementale                     |
| Dzaoudzi    | Issa Soulaimana Mhidi                     |       | NÉMA  | Majorité départementale                     |
| Koungou     | Bourouhane Allaoui                        |       | LR    | Majorité départementale                     |
| Koungou     | Raïssa Andhum                             |       | LR    | Majorité départementale                     |
| Mamoudzou-1 | Armamie Abdoul Wassion                    |       | LR    | Majorité départementale                     |
| Mamoudzou-1 | Mohamed Sidi                              |       | LR    | Majorité départementale                     |
| Mamoudzou-2 | Ben Youssouf Chihabouddine                |       | UPRM  | Les Centristes                              |
| Mamoudzou-2 | Zaihati Madi-Mari                         |       | MDM   | Les Centristes                              |
| Mamoudzou-3 | Ali Debré Combo                           |       | LR    | Majorité départementale                     |
| Mamoudzou-3 | Mariame Said                              |       | LR    | Majorité départementale                     |
| Mtsamboro   | Toyfriya Anassi                           |       | UDI   | Les Centristes                              |
| Mtsamboro   | Aynoudine Salime                          |       | MDM   | Les Centristes                              |
| Ouangani    | Soibahadine Ibrahim Ramadani              |       | LR    | Majorité départementale                     |
| Ouangani    | Moinécha Soumaila                         |       | LR    | Majorité départementale                     |
| Pamandzi    | Soihirat El Hadad                         |       | MDM   | Les Centristes                              |
| Pamandzi    | Daniel Zaïdani                            |       | MDM   | Les Centristes                              |
| Sada        | Insya Daoudou                             |       | DVD   | Les Centristes puis Majorité départementale |
| Sada        | Nomani Ousseni                            |       | UNFCS | Les Centristes                              |
| Tsingoni    | Ben Issa Ousseni                          |       | LR    | Majorité départementale                     |
| Tsingoni    | Fatimatie Bintie Darouchi Razafinatoandro |       | LR    | Majorité départementale                     |

## Conseil général de Mayotte(avant 2015)

### 2011-2015
| Parti                                | Sigle | Sigle | Élus |
| ------------------------------------ | ----- | ----- | ---- |
| Majorité (10 sièges)                 |       |       |      |
| Parti Socialiste                     |       | PS    | 3    |
| Mouvement départementaliste mahorais |       | MDM   | 2    |
| Nouvel élan pour Mayotte             |       | NEMA  | 2    |
| Divers gauche                        |       | DVG   | 2    |
| Parti social mahorais                |       | PSM   | 1    |
| Opposition (9 sièges)                |       |       |      |
| Union pour un mouvement populaire    |       | UMP   | 5    |
| Union des démocrates et indépendants |       | UDI   | 4    |
| Président du Conseil général         |       |       |      |
| Daniel Zaïdani (DVG)                 |       |       |      |

- Président du conseil général : Daniel Zaïdani (MDM), canton de Pamandzi
- 1er vice-président : Ibrahim Aboubacar (PS), canton de Sada
- 2e vice-président : Sarah Mouhoussoune (Néma), canton de Dembéni
- 3e vice-président : Saïd Ahamadi (DVG), canton de Koungou
- 4e vice-président : Issoufi Hamada (SE), canton de Tsingoni
- 5e vice-président : Soiderdine Madi (MDM), canton d'Acoua

| Canton                  | Circonscription | Conseiller général       | Parti | Parti | Série |
| ----------------------- | --------------- | ------------------------ | ----- | ----- | ----- |
| canton d'Acoua          | 1               | Soiderdine Madi          |       | UDI   | 2008  |
| canton de Bandraboua    | 1               | Issihaka Abdillah        |       | PS    | 2011  |
| canton de Bandrélé      | 2               | Camille Abdullahi        |       | UMP   | 2011  |
| canton de Bouéni        | 2               | Ousséni Mirhane          |       | UDI   | 2008  |
| canton de Chiconi       | 2               | Saïd Salime              |       | DVG   | 2011  |
| canton de Chirongui     | 2               | Ali Moussa               |       | DVG   | 2011  |
| canton de Dembéni       | 2               | Sarah Mouhoussoune       |       | NEMA  | 2008  |
| canton de Dzaoudzi      | 1               | Saïd Omar Oili           |       | NEMA  | 2008  |
| canton de Kani-Kéli     | 2               | Ahmed Attoumani Douchina |       | UDI   | 2011  |
| canton de Koungou       | 1               | Saïd Ahamadi             |       | PSM   | 2011  |
| canton de Mamoudzou-1   | 1               | Assani Ali               |       | UMP   | 2008  |
| canton de Mamoudzou-2   | 1               | Zaïdou Tavanday          |       | UMP   | 2008  |
| canton de Mamoudzou-3   | 2               | Jacques Martial Henry    |       | UDI   | 2008  |
| canton de Mtsamboro     | 1               | Ali Bacar                |       | UMP   | 2008  |
| canton de M'tsangamouji | 2               | Ben Issa Ousseni         |       | UMP   | 2011  |
| canton de Ouangani      | 2               | Rastami Abdou            |       | MDM   | 2011  |
| canton de Pamandzi      | 1               | Daniel Zaïdani           |       | MDM   | 2011  |
| canton de Sada          | 2               | Nomani Ousseni           |       | PS    | 2008  |
| canton de Tsingoni      | 2               | Issoufi Hamada           |       | PS    | 2008  |

### 2008-2011
- Président du conseil général : Ahmed Attoumani Douchina (UMP), canton de Kani-Kéli
- 1er vice-président : M'Hamadi Abdou (NC), canton de Bandraboua
- 2e vice-président : Ahamada Madi Chanfi (DVD), canton de M'tsangamouji
- 3e vice-président : Hadadi Andjilani (UMP), canton de Ouangani
- 4e vice-président : Mirhane Ousséni (NC), canton de Bouéni
- 5e vice-président : Assani Ali (UMP), canton de Mamoudzou-1

| Nom                       | Série | Canton        | Parti | Parti       |
| ------------------------- | ----- | ------------- | ----- | ----------- |
| Soiderdine Madi           | 2008  | Acoua         |       | MPM         |
| M'hamadi Abdou            | 2004  | Bandraboua    |       | MDM puis NC |
| Mustoihi Mari             | 2004  | Bandrélé      |       | MoDem       |
| Mirhane Ousseni           | 2008  | Bouéni        |       | MDM puis NC |
| Ishaka Ibrahim            | 2004  | Chiconi       |       | UMP         |
| Ali Halifa                | 2004  | Chirongui     |       | SE          |
| Sarah Mouhoussoune        | 2008  | Dembéni       |       | NEMA        |
| Saïd Omar Oili            | 2008  | Dzaoudzi      |       | NEMA        |
| Ahamed Attoumani Douchina | 2004  | Kani-Kéli     |       | UMP         |
| Hariti Bacar              | 2004  | Koungou       |       | UMP         |
| Assani Ali                | 2008  | Mamoudzou-1   |       | UMP         |
| Zaïdou Tavanday           | 2008  | Mamoudzou-2   |       | DVD         |
| Jacques Martial Henry     | 2008  | Mamoudzou-3   |       | MDM puis NC |
| Ali Bacar                 | 2008  | Mtsamboro     |       | UMP         |
| Ahamada Madi Chanfi       | 2004  | M'tsangamouji |       | MDM puis NC |
| Hadadi Andjilani          | 2004  | Ouangani      |       | UMP         |
| Ahmed Fadul               | 2004  | Pamandzi      |       | UMP         |
| Ibrahim Aboubacar         | 2008  | Sada          |       | PS          |
| Issoufi Hamada            | 2008  | Tsingoni      |       | DVG         |

### 2004-2008
- Président du conseil général : Saïd Omar Oili (DVG puis NEMA), canton de Dzaoudzi
- 1er vice-président : Bacar Ali Boto (MRC), canton de Mamoudzou-1 (2004-2005)

| Nom                        | Série | Canton        | Parti | Parti          |
| -------------------------- | ----- | ------------- | ----- | -------------- |
| Soiderdine Madi            | 2001  | Acoua         |       | MPM            |
| M'hamadi Abdou             | 2004  | Bandraboua    |       | MDM            |
| Mustoihi Mari              | 2004  | Bandrélé      |       | MDM puis MoDem |
| Fahari Madi                | 2001  | Bouéni        |       | MDM            |
| Ishaka Ibrahim             | 2004  | Chiconi       |       | UMP            |
| Ali Halifa                 | 2004  | Chirongui     |       | SE             |
| Maoulida Soula             | 2001  | Dembéni       |       | UMP            |
| Saïd Omar Oili             | 2001  | Dzaoudzi      |       | NEMA           |
| Ahamed Attoumani Douchina  | 2004  | Kani-Kéli     |       | UMP            |
| Hariti Bacar               | 2004  | Koungou       |       | UMP            |
| Bacar Ali Boto             | 2001  | Mamoudzou-1   |       | MRC            |
| Ben Youssouf Chihabouddine | 2001  | Mamoudzou-2   |       | DVG            |
| Ali Abdallah               | 2001  | Mamoudzou-3   |       | MDM            |
| Ismaël Ali                 | 2001  | Mtsamboro     |       | MRC            |
| Ahamada Madi Chanfi        | 2004  | M'tsangamouji |       | MDM            |
| Hadadi Andjilani           | 2004  | Ouangani      |       | UMP            |
| Ahmed Fadul                | 2004  | Pamandzi      |       | UMP            |
| Mansour Kamardine          | 2001  | Sada          |       | UMP            |
| Madi Abdou Mohamed         | 2001  | Tsingoni      |       | UMP            |